# 5-8 Club
5-8 Club（全名：5-8 Club Tavern & Grill）是一間1928年在美國明尼阿波利斯成立的餐廳地下酒吧，自1950年代，其多汁露西乾酪漢堡是另外兩家明尼阿波利斯馬特酒吧機構之一。